# بوبا
إيلي يافا (9 دجنبر 1976), المشهور فنيا ب بوبا, مغني راب فرنسي من ضواحي باريس. بوبا من أكثر الفناني الفرنسيين مبيعا كما أنه اشتهر خارج فرنسا و له خرجات متعددة في عدد من القضايا مثل شارلي هيبدو. غنى خلال افتتاح كأس افريقيا بالغابون 2017.

## روابط خارجية
- بوبا على موقع IMDb (الإنجليزية)
- بوبا على موقع ميوزك برينز (الإنجليزية)
- بوبا على موقع ميوزك برينز (الإنجليزية)
- بوبا على موقع أول ميوزيك (الإنجليزية)
- بوبا على موقع ديسكوغز (الإنجليزية)